# Москит (фильм)
«Москит» (англ. Skeeter) — американский фильм ужасов 1993 года, снятый режиссёром Кларком Брэндоном.

## Сюжет
В маленьком городке Клирскай начинают погибать люди и пропадает двое подростков. Всё это начинает происходить, когда в городок привозят таинственные бочки, содержащие неизвестное химическое вещество. Позже выясняется, что жители погибают от огромных москитов, которых напустил на город злобный богач. Этот человек хочет захватить землю для своих целей. Шериф города решает бороться против насекомых и их владельца.

## В ролях
- Трэйси Гриффит — Сара Кросби
- Джим Янгс — Рой Бун
- Чарльз Напьер — Эрни Баккл
- Джей Робинсон — Дрейк
- Уильям Сандерсон — Гордон Пэрри
- Майкл Д. Поллард — Хоппер
- Илой Касадос — Хэнк Таккер
- Джон Путч — Гамильтон
- Саксон Трэйнор — доктор Джилл Уайл
- Стейси Эдвардс — Мэри Энн
- Джон Ф. Гофф — Клэй Кросби
- Джордж Флауэр — Фило
- Майкл Д’Агоста — Бо
- Эрик Лоусон — Фрэнк О’Коннелл
- Линдсэй Фишер — Крисси О’Коннелл
- Джо МакКатчен — Уил
- Барбара Балдавин — Дороти О’Коннелл
- Джейн Эботт — Эстер
- Ларри Стивенс — Тревор О’Коннелл
- Роберт Снивли — Лютер
- Джон Ингл — проповедник
- Миа Ст. Джон — Чарли

## Съёмочная группа
- Режиссёр: Кларк Брэндон
- Продюсеры: Джеймс Гленн Дьюделсон, Джон Ламберт, Келли Андреа Рубин
- Сценаристы: Дарлен Андреа, Кларк Брэндон, Лэнни Хорн
- Оператор: Джон Ламберт
- Композитор: Дэвид Лоуренс